# Turó de Can Calopa
El Turó de Can Calopa és una muntanya de 126 metres que es troba al municipi de Rubí, a la comarca del Vallès Occidental.